# رینی کوالی
رینی کوالی (انگلیسی: Rainey Qualley، زاده ۱۱ مارس ۱۹۸۹) هنرپیشه و خواننده اهل کشور آمریکا است. وی بیشتر برای موسیقی اش با نام رین فورد شناخته شده‌است.